# Сергій (Соколов)
Єпископ Сергій (у світі Іван Іванович Соколов; 1844, село Ізвольське, Смоленська губернія - 24 серпня 1893) - єпископ Російської православної церкви, єпископ Чернігівський і Ніжинський, духовний письменник.

## Біографія
Син священика Смоленської єпархії.
У 1864 році закінчив Смоленську духовну семінарію, був призначений учителем Більського духовного училища, виконував обов'язки наглядача.
Овдовівши, він вступив до Московської духовної академії, яку закінчив у 1876 році зі ступенем магістранта.
Викладав у Подільській духовній семінарії. Незабаром переведений до Московської духовної академії на кафедру історії Східної церкви.
З 19 вересня 1877 - доцент Московської духовної академії.
6 серпня 1883 року пострижений в чернецтво, 7 серпня висвячений на ієродиякона, а 8 серпня висвячений на ієромонаха.
2 лютого 1884 року зведений у сан архімандрита і призначений ректором Могилівської духовної семінарії.
З 16 листопада 1887 року – ректор Пензенської духовної семінарії.
11 травня 1888 року хіротонізований на єпископа Чебоксарського, вікарія Казанської єпархії. Хіротонія відбулася у Казанському Благовіщенському соборі.
Наприкінці 1890 і на початку 1891 років тимчасово керував Самарською єпархією на час хвороби єпископа Серафима.
З 2 лютого 1891 - єпископ Новгород-Сіверський, вікарій Чернігівської єпархії.
З вересня 1892 - січень 1893 відряджений до Архангельська, де тимчасово керував єпархією у зв'язку з хворобою Олександра (Закке-Заккіса).
З 26 березня 1893 - єпископ Чернігівський і Ніжинський.
Під час тривалої хвороби кожен день долучався до Святих Христових Тайн. Помер 24 серпня 1893 року і був похований у Троїцько-Іллінському монастирі.

## Твори
- «Влияние протестантизма в России в XVI и XVII веках» («Православное Обозрение», 1879, книга 11)
- «Отношение протестантизма к России в XVI и XVII веках» (Москва, 1880, магистерская диссертация)
- «Влияние протестантизма на умственное и нравственное состояние Юго-Западной России» («Чтения в обществе любителей духовного просвещения», 1880, часть 1)
- «К вопросу об отношениях протестантизма к России в XVI и XVII веках» (ib., 1882, часть III)
- «Чем должен бы разрешиться современный вопрос о соединении церквей?» («Прибавления к Творениям святых отцов», 1886, часть XXXVII, книга 2)
- «Речь при наречении его во епископа Чебоксарского». // «Православной Собеседник» 1888, май, с. 9-16.
- «Начало христианства в Черниговской области» (Чернигов, 1892)
- «Московский благовещенский священник Сильвестр как государственный деятель» («Чтения в Императорском Обществе Истории и Древностей», 1893, книга I).